# اریک ترنر (خواننده)
اریک ترنر (انگلیسی: Eric Turner؛ زادهٔ ۱ نوامبر ۱۹۷۷) یک موسیقی‌دان اهل ایالات متحده آمریکا است. وی از سال ۲۰۰۷ میلادی تاکنون مشغول فعالیت بوده‌است.